# خورشید ایران
خورشید ایران نام یکی از مطبوعات استان فارس در دوران قاجاریه است.
این روزنامه از سال ۱۳۴۲ هـ.ق به وسیله بهاالدین حسام‌زاده مشهور به پازارگاد در شیراز به چاپ رسیده است.